# 1 500 mètres féminin de patinage de vitesse aux Jeux olympiques de 2022
Navigation
Pyeongchang 2018 Milan-Cortina 2026
Le 1 500 mètres féminin de patinage de vitesse aux Jeux olympiques d'hiver de 2022 a lieu le 7 février 2022 à l'Anneau national de patinage de vitesse de Pékin en Chine.

## Programme
Tous les horaires correspondent à l'UTC+8.
| Date                 | Horaire |
| -------------------- | ------- |
| Lundi 7 février 2022 | 16 h 30 |

## Records
Avant cette compétition, les records dans cette discipline étaient les suivants :
| Record du monde    | 1 min 49 s 83 | Miho Takagi     | Japon    | 10 mars 2019    | Salt Lake City |
| Record olympique   | 1 min 53 s 51 | Jorien ter Mors | Pays-Bas | 16 février 2014 | Sotchi         |
| Record de la piste | 2 min 0 s 43  | Yin Qi          | Chine    | 10 avril 2021   | Pékin          |

## Médaillés
| Or                    | Argent              | Bronze                        |
| Ireen Wüst (Pays-Bas) | Miho Takagi (Japon) | Antoinette de Jong (Pays-Bas) |

## Résultats
| Rang                                | Couple | Ligne | Nom                    | Nationalité     | Temps         | Retard    | Notes |
| ----------------------------------- | ------ | ----- | ---------------------- | --------------- | ------------- | --------- | ----- |
| Médaille d'or, Jeux olympiques      | 12     | I     | Ireen Wüst             | Pays-Bas        | 1 min 53 s 28 | —         | RO    |
| Médaille d'argent, Jeux olympiques  | 15     | O     | Miho Takagi            | Japon           | 1 min 53 s 72 | + 0 s 44  |       |
| Médaille de bronze, Jeux olympiques | 11     | I     | Antoinette de Jong     | Pays-Bas        | 1 min 54 s 82 | + 1 s 54  |       |
| 4                                   | 13     | I     | Ayano Sato             | Japon           | 1 min 54 s 92 | + 1 s 64  |       |
| 5                                   | 9      | I     | Marijke Groenewoud     | Pays-Bas        | 1 min 54 s 97 | + 1 s 69  |       |
| 6                                   | 13     | O     | Francesca Lollobrigida | Italie          | 1 min 55 s 20 | + 1 s 92  |       |
| 7                                   | 15     | I     | Elizaveta Golubeva     | ROC             | 1 min 55 s 30 | + 2 s 02  |       |
| 8                                   | 10     | O     | Nana Takagi            | Japon           | 1 min 55 s 34 | + 2 s 06  |       |
| 9                                   | 7      | I     | Evgeniia Lalenkova     | ROC             | 1 min 55 s 74 | + 2 s 46  |       |
| 10                                  | 14     | I     | Brittany Bowe          | États-Unis      | 1 min 55 s 81 | + 2 s 53  |       |
| 11                                  | 10     | I     | Han Mei                | Chine           | 1 min 56 s 08 | + 2 s 80  |       |
| 12                                  | 14     | O     | Ragne Wiklund          | Norvège         | 1 min 56 s 46 | + 3 s 18  |       |
| 13                                  | 12     | O     | Ivanie Blondin         | Canada          | 1 min 56 s 49 | + 3 s 21  |       |
| 14                                  | 11     | O     | Nadezhda Morozova      | Kazakhstan      | 1 min 56 s 85 | + 3 s 57  |       |
| 15                                  | 9      | O     | Yin Qi                 | Chine           | 1 min 57 s 00 | + 3 s 72  |       |
| 16                                  | 4      | O     | Ekaterina Sloeva       | Biélorussie     | 1 min 58 s 41 | + 5 s 13  |       |
| 17                                  | 6      | O     | Adake Ahenaer          | Chine           | 1 min 58 s 59 | + 5 s 31  |       |
| 18                                  | 7      | O     | Yekaterina Aydova      | Kazakhstan      | 1 min 59 s 01 | + 5 s 73  |       |
| 19                                  | 8      | O     | Natalia Czerwonka      | Pologne         | 1 min 59 s 03 | + 5 s 75  |       |
| 20                                  | 5      | I     | Mia Kilburg            | États-Unis      | 1 min 59 s 11 | + 5 s 83  |       |
| 21                                  | 8      | I     | Nikola Zdráhalová      | Tchéquie        | 1 min 59 s 54 | + 6 s 26  |       |
| 22                                  | 4      | I     | Elena Sokhryakova      | ROC             | 1 min 59 s 58 | + 6 s 30  |       |
| 23                                  | 5      | O     | Maryna Zuyeva          | Biélorussie     | 1 min 59 s 82 | + 6 s 54  |       |
| 24                                  | 6      | I     | Maddison Pearman       | Canada          | 1 min 59 s 89 | + 6 s 61  |       |
| 25                                  | 3      | O     | Michelle Uhrig         | Allemagne       | 2 min 0 s 20  | + 6 s 92  |       |
| 26                                  | 1      | O     | Huang Yu-ting          | Taipei chinois  | 2 min 0 s 78  | + 7 s 50  |       |
| 27                                  | 1      | I     | Ellia Smeding          | Grande-Bretagne | 2 min 1 s 09  | + 7 s 81  |       |
| 28                                  | 3      | I     | Sofie Karoline Haugen  | Norvège         | 2 min 1 s 57  | + 8 s 19  |       |
| 29                                  | 2      | I     | Sandrine Tas           | Belgique        | 2 min 3 s 39  | + 10 s 11 |       |
| 30                                  | 2      | O     | Magdalena Czyszczoń    | Pologne         | 2 min 5 s 64  | + 12 s 36 |       |

I - Couloir intérieur
O - Couloir extérieur